# Alain Bashung
Alain Bashung (Parigi, 1º dicembre 1947 – Parigi, 14 marzo 2009) è stato un cantautore e attore francese.
È diventato una figura importante della canzone e del rock francese a partire dall'inizio degli anni ottanta e ha influenzato molti cantanti della nuova scena francese.

## Biografia

### Gioventù
Alain Bashung nasce da madre d'origini bretoni, operaia in una fabbrica di gomma di Boulogne-Billancourt e da padre algerino cabilio, che non ha mai conosciuto. Sua madre risposa un fornaio e, all'età di un anno, Alain Bashung viene inviato a Wingersheim, nei pressi di Strasburgo, dai parenti del suo patrigno. Passa, così, la sua infanzia in campagna, in un ambiente piuttosto conservatore, con una nonna che parla solo alsaziano. Qui scopre la musica, in particolare la Mahagonny di Kurt Weill, grazie allo studio dell'armonica Rosebud, strumento ricevuto in regalo all'età di cinque anni.
Nel 1959 torna a Parigi, dove scopre le grandi figure della canzone francese e il rock statunitense di Gene Vincent e Buddy Holly. Nel 1965 consegue il brevet de technicien supérieur in contabilità presso l'École nationale de commerce.

### Gli inizi
Con dei musicisti conosciuti a Royan, Bashung dà vita a un nuovo gruppo, che si esibisce nei ristoranti, negli alberghi di provincia e, soprattutto, nelle basi americane. A diciannove anni registra i suoi primi 45 giri, tra i quali Pourquoi rêvez-vous des États-Unis? nel 1966. Nello stesso anno diviene arrangiatore presso l'etichetta discografica RCA, dove lavora sui dischi di Claude Channes, Noël Deschamps e Dick Rivers.
Registra una dozzina di singoli, uno dei quali con lo pseudonimo di David Bergen, e due (1971-1972) con quello di Hendrick Darmen compositore e interprete del gruppo Monkey Bizness. Compone anche qualche canzone per divi dell'epoca, come Noël Deschamps, ma non raggiunge il successo.
Nel 1973, interpreta Robespierre nella commedia musicale La Révolution française di Claude-Michel Schönberg.

### Il successo
Incontra l'ingegnere del suono Andy Scott e il paroliere Boris Bergman, con il quale, nel 1977, dà vita al suo primo album, Roman-photos, che è un successo commerciale nell'ambito del punk.
Nel 1979 esce Roulette russe, un album molto cupo e più rock. Nel 1980 viene pubblicata la canzone Gaby, oh Gaby, con la quale Bashung raggiunge il successo, con più d'un milione di copie vendute. Conferma il suo successo presso i critici e il pubblico nel 1981, con l'album rock Pizza e il singolo Vertige de l'amour, con il quale dà vita a una tournée che lo porterà anche all'Olympia di Parigi.
Nel 1982 Bashung collabora con Serge Gainsbourg per l'album Play blessures. Quest'album è una rottura voluta da Bashung dopo l'enorme e inatteso successo di Gaby, oh Gaby, dal quale sembra volersi smarcare. Un disco cupo, di difficile ascolto, ma anch'esso un successo commerciale e di critica. Nel 1983, pubblica un album altrettanto cupo e molto originale, Figure imposée. Nel 1985 scrive delle canzoni per l'associazione francese SOS Racisme.
Con l'album Passé le Rio Grande del 1986, Alain Bashung torna a collaborare con Boris Bergman e ottiene molto successo con la canzone SOS Amor. Dopo tre anni, nel 1989, esce Novice, con sonorità new wave. L'album, e il singolo Bombez!, segnano la sua prima collaborazione con il paroliere Jean Fauque e l'ultima con Boris Bergman.

### La consacrazione e la morte

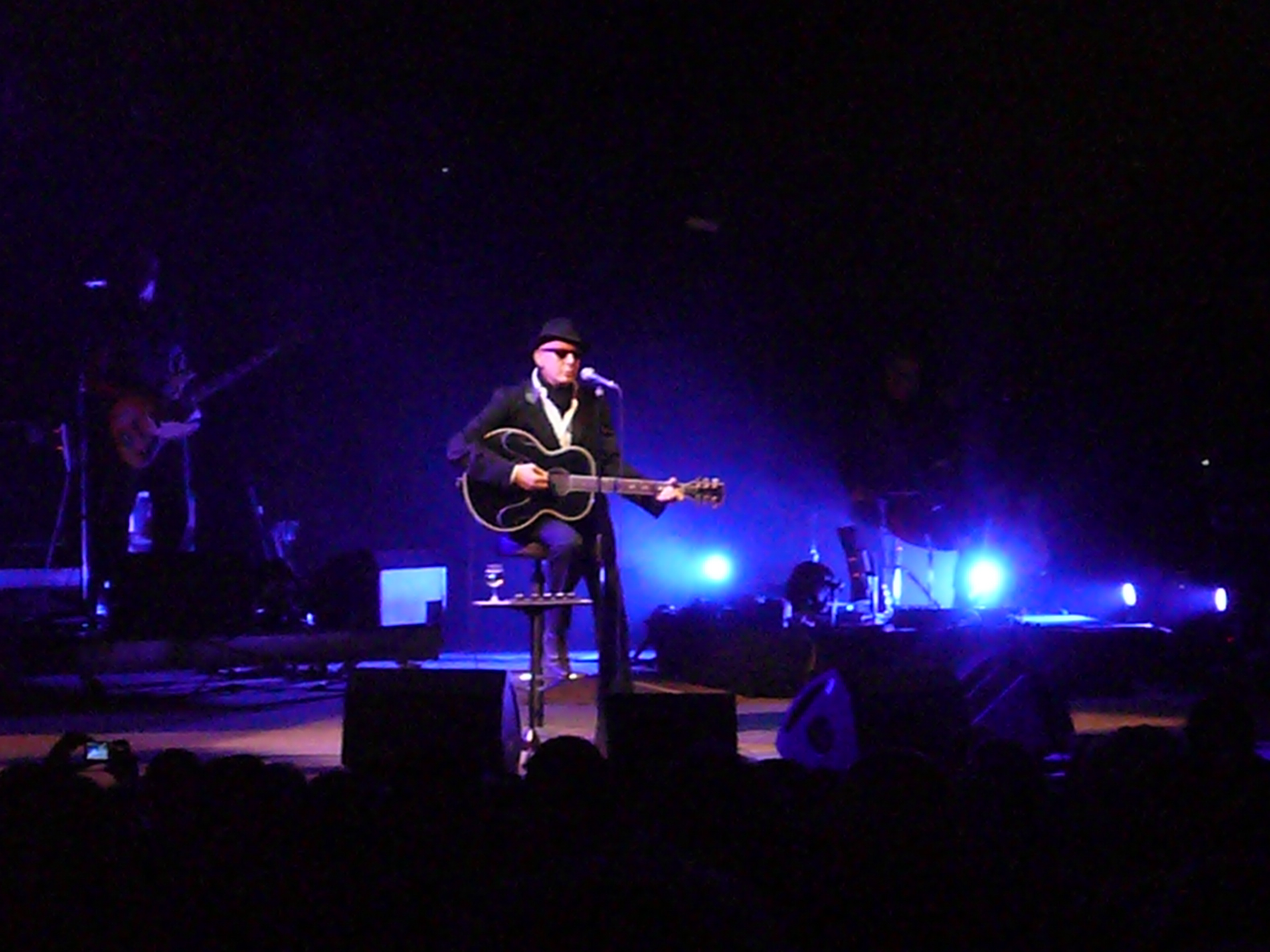
Una delle ultime esibizioni di Alain Bashung, presso il Paléo Festival Nyon, in Svizzera.

Nel 1991 dà alla luce Osez Joséphine. L'omonima canzone è un grande successo. Nel 1992 canta Les Mots bleus di Cristophe, in una raccolta per la ricerca sull'AIDS. Nel 1994 esce Chatterton. Da quell'anno, Bashung inizia a ottenere un notevole successo anche come attore, con il film Ma sœur chinoise di Alain Mazars. In realtà, la sua carriera cinematografica era iniziata nel 1981. Torna a incidere un album nel 1998, dal titolo Fantaisie militaire.
Il suo lavoro successivo è L'Imprudence (2002). Nello stesso anno incide Cantique des cantiques con sua moglie Chloé Mons, sposata nel 2001. Sempre con la Mons e con Rodolphe Burger, nel 2006 incide La Ballade de Calamity Jane.
Per un nuovo album da solista, bisogna attendere il marzo del 2008, quando esce Bleu pétrole. Nel giugno dello stesso anno, ha inizio una serie di esibizioni presso l'Olympia, nonostante Bashung sia in chemioterapia a causa di un tumore del polmone. Il suo paroliere, con il quale collabora da vent'anni, Jean Fauque, annuncia che potrebbe uscire un nuovo album.
Il 2009 inizia con la nomina a Cavaliere della Legion d'onore. Il 28 febbraio ottiene tre premi alle Victoires de la musique. Con quelli ottenuti nel 1993 e nel 1999, raggiunge il numero di undici premi, diventando l'artista più premiato nella storia della manifestazione.
Dopo oltre un anno di malattia e molto indebolito, Alain Bashung muore il 14 marzo 2009 presso l'ospedale Saint-Joseph di Parigi, all'età di 61 anni. Il 20 marzo, la sua salma viene inumata presso il cimitero di Père-Lachaise, dopo una messa tenuta presso l'Abbazia di Saint-Germain-des-Prés.

## Discografia

### Album in studio
- 1977 - Roman-photos
- 1979 - Roulette russe
- 1981 - Pizza
- 1982 - Play blessures
- 1983 - Figure imposée
- 1986 - Passé le Rio Grande
- 1989 - Novice
- 1991 - Osez Joséphine
- 1993 - Réservé aux Indiens
- 1994 - Chatterton
- 1998 - Fantaisie militaire
- 2002 - L'Imprudence
- 2002 - Cantique des cantiques con Chloé Mons
- 2006 - La Ballade de Calamity Jane, con Chloé Mons e Rodolphe Burger
- 2008 - Bleu pétrole
- 2011 - L'Homme à tête de chou

### Album dal vivo
- 1985 - Live Tour 85
- 1992 - Tour novice
- 1995 - Confessions publiques
- 2004 - La Tournée des grands espaces
- 2009 - Dimanches à l'Élysée

### Singoli
- 1966 - Pourquoi rêvez-vous des États-Unis?
- 1967 - T'as qu'à dire Yeah
- 1967 - Tu es une petite enfant qui fait la belle
- 1968 - Je vous crois
- 1968 - Les romantiques
- 1969 - Lise
- 1969 - La rivière
- 1969 - Simplement quelques jours
- 1969 - Ho gli occhi chiusi
- 1970 - Un jour viendra
- 1971 - Du feu dans les veines
- 1973 - Bois de santal
- 1977 - Roman-photos (duetto con Valérie Lagrange)
- 1977 - C'est la faute à Dylan
- 1979 - Je fume pour oublier que tu bois
- 1980 - Gaby oh Gaby
- 1981 - Vertige de l'amour
- 1981 - Rebel
- 1981 - C'est comment qu'on freine?
- 1983 - Elégance
- 1984 - S.O.S. Amor
- 1985 - Tu touches pas à mon pote
- 1986 - Hey Joe
- 1986 - L'arrivée du Tour
- 1986 - Malédiction
- 1989 - Bombez!
- 1989 - Pyromanes
- 1989 - Etrange été
- 1991 - Osez Joséphine
- 1991 - J'écume
- 1992 - Madame rêve
- 1994 - Ma petite enterprise
- 1994 - J'passe pour une caravane
- 1998 - La nuit je mens
- 1998 - Sommes-nous
- 1998 - Aucun express
- 2003 - La ficelle
- 2008 - Résidents de la République
- 2008 - Je t'ai manqué

## Filmografia
- Nestor Burma, détective de choc, regia di Jean-Luc Miesch (1982)
- Le Cimetière des voitures, regia di Fernando Arrabal (1983)
- Rien que des mensonges, regia di Paule Muret (1991)
- L'ombra del dubbio, regia di Aline Issermann (1993)
- Ma sœur chinoise, regia di Alain Mazars (1994)
- Le Jeu de la clé, regia di Michel Hassan (1995)
- Mon père, ma mère, mes frères et mes sœurs..., regia di Charlotte de Turckheim (1999)
- Je veux tout, regia di Patrick Braoudé (1999)
- La Confusion des genres, regia di Ilan Duran Cohen (2000)
- Retour à la vie, regia di Pascal Baeumler (avec Emmanuelle Laborit) (2000)
- Félix et Lola, regia di Patrice Leconte (2000)
- L'Origine du monde, regia di Jérôme Enrico (2000)
- La Bande du drugstore, regia di François Armanet (2002)
- Le P'tit Curieux, regia di Jean Marbœuf (2004)
- Arthur e il popolo dei Minimei, regia di Luc Besson (voce di Maltazard) (2006)
- J'ai toujours rêvé d'être un gangster, regia di Samuel Benchetrit (2007)